# Алатау (місто)
Алата́у (каз. Алатау) — місто у складі Алматинської області Казахстану, адміністративний центр Алатауської міської адміністрації. Залізничний вузол.
Населення — 20418 осіб (2021; 15616 у 2009, 13103 у 1999, 11559 у 1989).

## Історія
У радянські часи існували село Ніколаєвка та селище Жетиген, які об'єдналися наприкінці 20 століття в село Жетиген.
2023 року до Жетигена приєднано сусідні села: Даулет і Кайрат Талгарського району, Арна і Зарічне Конаєвської міської адміністрації, Єнбек, Жанаарна, Жанадаур, Жанаталап, Интимак, Коянкус і Куйган Ілійського району.
2024 року село Жетиген було віднесено до міст обласного значення і перейменоване на Алатау.

## Люди
В Ніколаєвці народився Трегубов Микола Семенович (нар. 1922) — український художник декоративно-ужиткового мистецтва.